# マッシモ・ミラ
マッシモ・ミラ（Massimo Mila, 1910年8月14日－1988年12月26日）はイタリアの音楽学者、音楽評論家。

## 人物
トリノ生まれ。1931年トリノ大学文学部卒。卒業論文はジュゼッペ・ヴェルディの音楽に関するもので、他の論考とともに卒業から二年後に出版された。
1935年反ファシズム運動に参加し当局に逮捕され、ローマで五年間服役する。その後とくにカナヴェーゼ地方でレジスタンス活動に参加する。
トリノ大学及びジュゼッペ・ヴェルディ音楽学校で教鞭を執るかたわら、国民的な規模の雑誌や日刊紙で音楽評論家として活動した。その功績により、第五回サン＝ヴァンサン賞（1953年）、第七回サン＝ヴァンサン賞（1955年）、アントニオ・フェルトリネッリ賞（1985年）を受賞している。
また熱心な登山家でもあり、関連著作も残した。